# أحمد الفقش
أحمد الفقش (1900- 1973 م) هو مغن وملحِّن سوري، يُعَد من أعلام الغناء والطرب في حلب، برع في غناء القصيدة والموشَّح والموَّال. وكان ذا صوتٍ جَهْوَري متموِّج في غُنَّة شَجيَّة.

## ولادته ونشأته
ولد أحمد بن عمر بن الحاج أحمد الفقش بحي قارلق في حلب عام 1900م.
تعلَّم الأدوار والموشَّحات على يد شيوخ الطرب في حلب، ومن أبرزهم الشيخ عبد الرزاق العقيلي. ثم أنشد الموشَّحات والقصائد والقدود  الحلبية والمواويل الدينية في التكايا والزوايا، وفي المساجد والجوامع، وفي دور المتبتلين من أغنياء حلب وفقرائها على حدٍّ سواء. كما غنَّى وأطرب في مسارحها وملاهيها وفي بساتينها ومتنزَّهاتها.
وعندما فتحت مسارحُ حلب وملاهيها ذراعيها لأحمد الفقش وفنِّه، كان أهل الطرب من مبدعين ومتلقّين لا يزالون يلتزمون بقواعد بناء (الوصلة الحلبية) وتسلسل فقراتها، وكان الفقش حينذاك متمكّنًا من إجادة الغناء بحسَب تلك الطريقة، ومتفوقًا في غناء كلِّ فقراتها، وقد ساعده ذلك على ذيوع شُهرته في أرجاء حلب، واقتران اسمه بأسماء كبار مطربيها.

## سيرته الفنية
بدأ حياته الفنية بتسجيل الأسطوانات الموسيقية بشركة (سُوْدُوَا) الوطنية  بحلب عام 1925، واشتغل بالغناء على مسارح حلب. ثم سافر إلى مصر عام 1928 وسجَّل هناك عددًا من القصائد والمواويل لشركات تسجيل، منها شركة (أوديون) و(كولومبيا). ويُعَد أولَ من لحَّن وغنََّى للشاعر الكبير الأخطل الصغير بشارة الخوري، حين لحَّن وغنَّى له في مصر قصيدته "عِش أنتَ إني مِتُّ بعدك".
ودُعي إلى إذاعة القدس في فلسطين ليُسهمَ مع فرقة الإذاعة بتقديم عدد من الموشَّحات القديمة.
في عام 1944 أسِّست أول نقابة للموسيقيين في حلب وانتُخب رئيسًا لها. وعُيِّن أستاذًا لتعليم الموشَّحات والقدود والموَّال لكورس إذاعة حلب عند تأسيسها عام 1947 على يد فؤاد رجائي آغا القلعة. وتخرَّج على يديه عـددٌ كبير من الفنانين، ولا سيَّما في غناء القصائد والمواويل والقدود، من أشهرهم: ومحمد خيري، وصبري مدلل، ومحمد أبو سلمو، وأسعد سالم.
وتخصَّص الفقش بإنشاد المديح، وكان يُدعى إلى حفَلات الموالد. وفي عام 1948 اعتزل الغناء على المسارح.
وكان حلوَ المعشر، طيبَ السريرة والأخلاق، ميسورَ الحال، ويملك بساتينَ في حلب.

## أسطواناته الموسيقية
سجل الكثير من الأسطوانات الموسيقية، من أشهرها:
1. قصيدة عش أنت إني متُّ بعدك، من شعر بشارة الخوري (1928)[6]
2. قصيدة وحقك أنت المُنى والطلب (1932)[9]
3. أحمد ختام الرسل (1933)[4]
4. قصيدة لعب الغرام كما أراد بمُهجتي (1935)
5. موَّال إلهي القضا جار (1935)
6. موَّال أسد الشمال سعد الله انتصر (1935)
7. موَّال البين أبكى (1935)
8. موَّال رفعت لثامًا لها عن ثغرها وشفاه (1940)

## تكريمه
في عام 1985، كرَّمته نقابة الفنانين في الجمهورية العربية السورية مع عدد آخرَ من الروَّاد، ومنحته ميدالية النقابة الذهبية مع براءة تقدير. وقد ورد في التعريف به مع شرح سبب التكريم: «كان علَمًا من أعلام الغناء العربي، وخاصَّة في القصائد والمدائح والمواويل، وكان أستاذًا في الموَّال (الشرقاوي) حيث وصل فيه إلى قمَّة الإبداع».

## وفاته
توفي أحمد الفقش في حلب عام 1973م.

## الملاحظات
1. ↑  قال العلَّامة محمد خير الدين الأسدي في «موسوعة حلب المقارنة»: ويلفِتُ النظر أن أكثر المطربين الحلبيين من (قرلـق) كأحمد الفقش، ومحمد النصَّار، ومحمد خيري.
2. ↑  شركة سودوا الوطنية للإخوة وتَّار، هي شركة سورية حلبية رائدة في مجال الموسيقا وتسجيل الأغاني. أغلقها ديغول عام 1942 بعد نشرها لأغنيَّة تنتقد الانتداب (الاحتلال) الفرنسي.
3. ↑  ورد تاريخ وفاته في موقع دار الوثائق الرقمية التاريخية عام 1968م، في حين ذكرت المصادر الأُخرى تاريخ وفاته عام 1973م وهو الراجح.

## وصلات خارجية
- وحقك أنت المُنى والطلب - أحمد أفندي الفقش - يوتيوب
- مطرب حلب أحمد الفقش في قصيدة عش أنت عام 1928: اكتشف شعر بشارة الخوري قبل محمد عبد الوهاب بسنوات! - يوتيوب
- قصيدة: لعب الغرام كما أراد بمُهجتي - مطرب الشهباء أحمد أفندي الفقش - تسجيل نادر عام 1935م - يوتيوب